# Psyllaephagus phytolymae
Psyllaephagus phytolymae is een vliesvleugelig insect uit de familie Encyrtidae. De wetenschappelijke naam is voor het eerst geldig gepubliceerd in 1931 door Ferrière.